# Mahamane Dan Dobi
Mahamane Dan Dobi (* 1923 in Guéchémé; † 13. Mai 1981 in Niamey; auch Mahamane Dandobi) war ein nigrischer Politiker. Er trat auch als Dramatiker in Erscheinung.

## Leben
Mahamane Dan Dobi ging in seinem Geburtsort Guéchémé, in Birni-N’Konni, in Maradi und in Niamey zur Schule. Danach besuchte er von 1938 bis 1942 die École normale William Ponty. Bis 1945 arbeitete er in der Kolonialverwaltung in Niamey und wurde dann nach Téra versetzt. Mahamane Dan Dobi gehörte zu den Gründungsmitgliedern der Nigrischen Fortschrittspartei. Seine antikolonialistische Haltung brachte ihm den Argwohn der lokalen französischen Kolonialbehörden ein und er zog es deshalb vor, von 1948 bis 1954 in Guinea zu leben. Zurück in Niamey, leitete er das Theaterensemble der Amicale de Niamey, für das er eine Reihe von Theaterstücken schrieb.
Zwei Jahre nach seiner Rückkehr nach Niger wurde er stellvertretender Generalsekretär der Nigrischen Fortschrittspartei. 1957 erfolgte seine Wahl in die nigrische Territorialversammlung als Abgeordneter des Kreises Dogondoutchi, 1958 wurde er ins nigrische Parlament gewählt und 1959 zum Senator im französischen Rat der Republik bestimmt. Kurz vor der Unabhängigkeit Nigers, im Juli 1960, wurde Mahamane Dan Dobi Kantonschef von Takassaba. Dieses Amt hatte er parallel zu seiner weiteren politischen Laufbahn bis 1974 inne. Sein Parteifreund Hamani Diori berief ihn am 23. November 1965 als Justizminister in die Regierung. Ab 15. Januar 1970 war er kurzzeitig Gesundheitsminister, dann wurde er am 22. November 1970 Minister für öffentliche Arbeiten, Bergbau und Bauten. Sein letztes Ministeramt hatte er ab 17. August 1972 als Minister für die Wirtschaft im ländlichen Raum inne.
Am 15. April 1974 setzte Seyni Kountché Hamani Diori durch einen Putsch ab und ließ Mahamane Dan Dobi wie die meisten seiner Ministerkollegen verhaften und im Militärlager von Agadez einsperren. Der ehemalige Minister Léopold Kaziendé hatte als früherer Grundschullehrer Seyni Kountchés deutlich bessere Haftbedingungen und durfte sich 1976 selbst einen Mitgefangenen aussuchen. Seine Wahl fiel auf Mahamane Dan Dobi. Am 15. April 1978 wurden beide zunächst freigelassen. Mahamane Dan Dobi wurde aus unbekannten Gründen im Oktober 1980 erneut in einem Gefängnis in Dosso eingesperrt. Er starb rund ein halbes Jahr später in einem Krankenhaus in Niamey.

## Werke als Dramatiker
- L’aventure d’une chèvre (1955)
- La légende de Kabrin Kabra (1957)
- Les Invités du bar welcome
- Maïmouna